# Ветра, Варис
Ва́рис Ве́тра (латыш. Varis Vētra, р. 22 марта 1955 года) — советский и латвийский актёр театра и кино, музыкант, режиссёр и предприниматель.

## Биография
Варис Ветра родился 22 марта 1955 года в Риге. Учился в 50-й Рижской средней школе. Окончил театральный факультет Латвийской государственной консерватории им. Я. Витола по специальности актёр театра и кино (шестая студия театра Дайлес (педагог Арнольд Лининьш, 1978) и по специальности театральный режиссёр (1984). Магистр бизнеса (Рижская международная бизнес-школа экономики и менеджмента RSEBA, 2004).
Был актёром Художественного академического театра им. Я. Райниса (театра Дайлес). Как режиссёр и актёр принимает участие в постановках Рижского детского и юношеского музыкального театра «Rībēja mute». Снимался в кино на Рижской киностудии.
Четверо детей: Кристап, Мара, Сабина и Никлавс.

## Фильмография

### Роли в кино
- 1974 — Первое лето — Гайтис
- 1976 — Эта опасная дверь на балкон — Роланд
- 1978 — Большая новогодняя ночь — Арис
- 1984 — Нужна солистка — Эгил
- 1986 — В заросшую канаву легко падать — Кайзак
- 1987 — Фотография с женщиной и диким кабаном — Арнис
- 2000 — Страшное лето — Целминьш